# Tegalsari (Bruno)
Tegalsari is een bestuurslaag in het regentschap Purworejo van de provincie Midden-Java, Indonesië. Tegalsari telt 4341 inwoners (volkstelling 2010).